# Charles Aubry
Charles Marie Barbe Antoine Aubry, född den 20 juni 1803 i Saverne (Elsass), död den 12 mars 1883 i Paris, var en fransk rättslärd.
Aubry var länge professor vid juridiska fakulteten i Strassburg och adjungerad domare vid tribunalen där. Han blev 1872 ledamot av högsta domstolen i Paris. I förening med Rau utarbetade Aubry Cour de droit civil français (1843–46; 4:e upplagan i 8 band 1869–76), som länge utgjorde en huvudkälla för den franska civilrätten. Aubry översatte Goethes "Faust" till franska.